# Исчезновение Мэдлин Макканн
Мэдлин Бэт Макканн (англ. Madeleine Beth McCann) — трёхлетняя девочка из графства Лестершир (Великобритания), пропавшая 3 мая 2007 года из номера отеля в Прайя-да-Луш (Португалия). Она была на отдыхе вместе с родителями (Кейт и Джерри Макканн), младшими близнецами (Шон и Амели), друзьями семьи и их детьми. Мэдлин пропала из собственной постели за девять дней до своего четвёртого дня рождения.
В 20:30 Кейт и Джерри оставили своих детей в номере отеля на первом этаже, чтобы поужинать с друзьями в ресторане, который находился в 50 метрах.
Родители или друзья проверяли детей на протяжении вечера; мать Мэдлин обнаружила пропажу дочери в 22:00. Португальская полиция изначально предположила, что она сбежала или была похищена, но после, неверно истолковав результаты анализа ДНК, они решили, что она умерла в апартаментах, из-за чего на родителей легла тень подозрения. Макканны стали подозреваемыми в сентябре 2007 года, но в 2008 году были оправданы, когда генеральный прокурор Португалии закрыл дело.
Макканны продолжили расследование, наняв частных детективов. После вмешательства Министра внутренних дел Великобритании в мае 2011 года, Скотланд-Ярд организовал пересмотр дела, получившего название «Операция „Гранж“». Ответственный за неё офицер, старший инспектор Энди Редвуд, заявил в июле 2012 года, что Мэдлин, может быть, все ещё жива. В октябре 2013 года они составили список из 41 подозреваемого, включая 15 человек британского гражданства, и в том же месяце составили несколько цифровых изображений мужчин, включая того, которого видели в день похищения с ребёнком на руках.
Исчезновение девочки привлекло длительное внимание в СМИ и социальных медиа.
Из-за подозрений в свой адрес Макканны стали объектами пристального наблюдения и ложных обвинений в причастности к смерти своей дочери. Они и семеро их друзей получили компенсацию от Express Group в 2008 году, которую пожертвовали в фонд Мэдлин, и извинения на первой странице от Daily Express и Daily Star. Также в ноябре 2011 года они рассказывали, что ещё до расследования нарушений в британской прессе после дела News International они поддерживали тех, кто выступал за более жёсткий контроль прессы в Великобритании.

## Семья и друзья

### Мэдлин Макканн
Мэдлин Бет Макканн (родилась 12 мая 2003 года в Лестере, Англия) жила со своими родителями, братом Шоном и сестрой Амели в Ротли, Лестершир. У неё прямые светлые волосы, сине-зелёные глаза, небольшая родинка на щиколотке левой ноги и колобома на радужке правого глаза. В 2009 году было опубликовано несколько изображений Мэдлин, показывающих, как она может выглядеть в шесть лет, а в 2012 году — в девять.

### Макканны и друзья семьи
Кейт Мэри Макканн (фамилия в девичестве — Хили, родилась в 1968 году в Аллертоне, Ливерпуль) — врач общей практики. До исчезновения Мэдлин она работала неполный рабочий день в Мелтон-Моубрей. Кейт получила образование в Университете Данди, выпустилась в 1992, и была гинекологом до того, как стала врачом общей практики. Джеральд Патрик Макканн (родился в 1968 году в Глазго) — кардиолог-консультант в больнице Гленфилд в Лестере. Он посещал католическую среднюю школу Холируд в Глазго и обучался медицине в Университете Глазго, выпустился в 1992 году. Пара встретилась в 1993 году и поженилась в 1998 году. Оба супруга — католики.
Макканны были в отпуске с семью друзьями и их пятью детьми. Компания состояла из врача Расселла О’Брайана и его девушки Джейн Таннер, менеджера по маркетингу; юриста Рейчел Олдфилд и её мужа, врача Мэттью Олдфилда; врачей Дэвида и Фионы Пэйн и врача Дианы Уэбстер. Они ужинали вместе каждый вечер в 20:30 в ресторане.

## Пропажа

### 5A Rua Dr Agostinho da Silva
Апартаменты, в которых остановились Макканны, 5A Rua Dr Agostinho da Silva, располагались на первом этаже многоэтажного здания, который был частью курорта Прайя-да-Луш.
Согласно Скотланд-Ярду, ранее (в 2007 году) на курорте уже была серия инцидентов, которые, как они считают, связаны с исчезновением Мэдлин 3 мая.
В предшествующие месяцы возросли случаи взлома номеров. За год до пропажи Мэдлин дети видели мужчину, который вторгся в апартаменты на первом этаже и пялился на манеж-кроватку. Мужчины также выдавали себя за собирателей пожертвований и ходили от двери до двери, прося деньги для сирот. В день пропажи между 15:30 и 17:30 четырежды двое мужчин посещали соседние с Макканнами апартаменты, якобы с целью благотворительных сборов. В октябре 2013 года Скотланд-Ярд опубликовал цифровые изображения черноволосого мужчины, который совершал те самые визиты в 16:00, и мужчины, который, за неделю до этого, поднялся по лестнице к апартаментам и разговаривал с кем-то на балконе.
В дни, предшествующие пропаже, были и другие свидетельства о мужчинах, которые странно себя вели около апартаментов 5A. В понедельник 30 апреля, одна девочка видела мужчину, который стоял, положив руки на стену рядом с апартаментами. Она снова видела его 2 мая, он наблюдал за 5A, стоя недалеко от автостоянки. Она описала его как белого, за 30 лет, одетого в чёрную кожаную куртку и солнцезащитные очки, уродливого и с пятнами на коже. Вторая свидетельница рассказала, что 29 апреля видела мужчину, крутящегося вокруг многоэтажного дома, и снова 2 мая на противоположной стороне улицы. Она описала его как уродливого человека с пятнами на коже и большим носом.
В тот же день или на следующий, третья свидетельница видела мужчину, стоящего у автостоянки. Она сказала, что он смотрел на дом, в котором располагались апартаменты Макканнов, пока парковался белый фургон. 3 мая четвёртая свидетельница видела мужчину, который проходил сквозь ворота, ведущие из апартаментов; ей показалось, что он старается закрыть их как можно тише и аккуратнее и всё время оглядывался вокруг себя.

### Четверг, 3 мая 2007 года
Четверг, 3 мая был шестым днём из семейного недельного отпуска. Дети провели всё утро в детском клубе курорта, пока родители были на прогулке. После ланча у себя в номере они отправились к бассейну. Кейт сделала последнюю известную фотографию сидящей рядом со своим отцом и двухлетней сестрой Мэдлин в полдень. Дети вернулись в клуб, из которого в 18:00 их забрала Кейт, в то время как Джерри находился на уроке тенниса.
Макканны уложили детей в кровать около 19:00. Спальня выходила на автостоянку и сад и находилась рядом с задней дверью. В ней было одно окно, закрытое на ставни, которое выходило на автостоянку. Кровать Мэдлин стояла на другом конце комнаты. Близнецы спали в кроватках-манежах, Мэдлин — на односпальной кровати с розовой мягкой игрушкой-кошкой. Она была одета в бело-розовую пижаму с короткими рукавами.
Родители покинули апартаменты в 20:30, чтобы поужинать с друзьями в ресторане, что располагается на расстоянии 50 метров. Они оставили раздвижные двери в патио прикрытыми, но не запертыми; дверь выходит на бассейн, лестницы и ворота, которые ведут на дорогу, находящуюся за пределами курорта.
Персонал ресторана оставил записку в своей книге для записей, в которой говорилось, что столик, с которого видно апартаменты, зарезервированы для Макканнов и их друзей каждый вечер в 20:30. В ней также было записано, что в этих апартаментах спят дети; Кейт предположила, что похититель мог видеть записку в книге персонала, которая лежала в приёмной бассейна. Макканны и их друзья проверяли детей на протяжении вечера. Джерри заходил в 5A примерно в 21:05. Всё было в порядке, хотя Джерри помнил, что оставлял дверь в спальню прикрытой, а теперь она была распахнута настежь; он вернул её в прежнее положение, прежде чем вернуться в ресторан. Макканны считают, что открытая дверь — знак того, что похититель уже побывал в квартире.

### Возможные свидетельства о похитителе
Джейн Таннер покинула ресторан, чтобы проверить свою дочь. Она встретила Джерри на обратном пути, когда тот возвращался после проверки в 21:05; он болтал на улице с телевизионным продюсером, с которым он познакомился на курорте. Примерно в 21:15 Таннер заметила мужчину на противоположной стороне улицы, выходящим из курорта по улице, на которой располагались апартаменты Макканнов. Она сказала, что тот нес босоногого ребёнка, одетого в светлую розовую пижаму c цветочным рисунком и манжетами на ногах.
Джейн описала его как белого, темноволосого, ростом 170 см, южноевропейской или средиземноморской внешности, 35-40 лет, одетого в бежевые брюки и тёмную куртку, и определила его как туриста. Таннер рассказала это португальской полиции, но описание не было передано в СМИ до 25 мая. Скотланд-Ярд посчитал, что это был ложный след. В октябре 2013 года отдыхавший там британец заявил, что он может быть мужчиной, которого видела Таннер — он возвращался в свои апартаменты после того, как забрал свою дочь из вечернего детского сада. Полиция сделала его фотографии, одетого в ту же одежду, в которой он был той ночью, и в той же позе. Редвуд заявил, что его офицеры уверены наверняка, что Таннер тогда видела именно его.
В течение нескольких лет считалось, что Мэдлин была похищена примерно в 21:15 из-за показаний Таннер. Впоследствии Скотланд-Ярд стал более заинтересован в свидетельстве Смитов, ирландской семьи в отпуске. Ранее их сообщение считали ошибочным или не связанным с похищением из-за несоответствия во времени с заявлением Таннер. Потом полиция сочла, что приблизительное время похищения — 22:00, то самое время, когда Смиты видели мужчину с девочкой на руках.
Смиты видели мужчину на Rua da Escola Primária, улице на расстоянии примерно 257 метров от апартаментов Макканнов. Он нёс на руках девочку. Они описали её как светловолосую и светлокожую девочку 3—4 лет, одетую в светлую пижаму, а мужчину — как шатена 30 лет, ростом 175—180 см, в бежевых брюках. По их словам, он был не похож на туриста, и, похоже, он не чувствовал себя комфортно, неся ребёнка. Семья позже заявила, что этим мужчиной мог быть Джерри Макканн, но это было отвергнуто следствием, так как несколько свидетелей видели Джерри в ресторане в это время.
13 октября 2013 года Скотланд-Ярд опубликовал цифровые изображения этого мужчины. Они были составлены в 2008 году частными детективами, которых наняли Макканны, на основании информации, предоставленной двумя членами семьи Смитов. Полиция описала его как белого, в возрасте от 20 до 40 лет, среднего телосложения, среднего роста и чисто выбритого.

### Пропажа Мэдлин
Кейт должна была проверить детей в 21:30, но Мэттью Олдфилд предложил проверить заодно и детей Макканнов, когда пойдёт к своим в соседние апартаменты. Он заметил, что дверь в детскую спальню была открыта, но, не услышав ничего подозрительного, вышел, не увидев Мэдлин. Он не может вспомнить, было ли окно также широко открыто. Поначалу португальская полиция обвиняла его в соучастии, так как он вызвался проверить детей вместо Кейт.
Кейт отправилась проверять детей примерно в 22:00. Полиция считает, что Мэдлин была похищена всего за несколько минут до этого. Она вошла в апартаменты через двери патио и заметила, что дверь спальни была открыта шире, чем обычно, но когда она пошла закрыть её, дверь захлопнулась, как будто от сквозняка. Тогда она увидела, что окно открыто извне. Мягкая игрушка и одеяло Мэдлин всё ещё лежали на кровати, но она сама пропала. После быстрого осмотра апартаментов она побежала к ресторану, крича, что кто-то похитил Мэдлин.
Примерно в 22:10 Джерри отправил Мэттью предупредить ресепшн курорта и позвонить в полицию, и в 22:30 на курорте начались поиски пропавшего ребёнка. По словам менеджера курорта, 60 человек, персонал и гости, продолжали поиски Мэдлин до 4:30 утра следующего дня, так как предполагали, что Мэдлин просто сама куда-то ушла. Один из участников позже рассказал, что на всей территории курорта можно было слышать, как люди зовут Мэдлин.

## Расследование португальской полиции (2007—2008 год)

### Первые действия
По словам португальской полиции, офицеры прибыли к апартаментам спустя 10 минут после звонка. По словам Кейт, два офицера из GNR, португальской жандармерии, прибыли в 23:10 из Лагуша, города в 8 километрах. В полночь GNR оповестило криминальную полицию (Polícia Judiciária), которая прибыла в 1:00 из Портимана, находящегося за 32 км от курорта. Офицер повесил ленту на двери спальни, но ушел в 3:00, не опечатав остальную квартиру. Двух патрульных собак привезли в Прайя-да-Луш в 2:00 и четырёх поисковых — в 8:00.
Друзья друзей Макканов связались со СМИ в Великобритании, и о них рассказали в утренних новостях. Сестра Джерри в Шотландии оповестила британское консульство в Алгарви, британское посольство в Лиссабоне и Министерство Иностранных дел в Лондоне. Дорожные заграждения были поставлены в 10:00. Интерпол издал уведомление с жёлтым углом (международное уведомление с целью обнаружить пропавшего человека или идентифицировать личность человека, который не может сделать это самостоятельно) на Мэдлин пять дней спустя. Позже полиция организовала поиски в местной канализации, водных путях, колодцах, пещерах и заброшенных зданиях.
Британские СМИ критиковали действия португальской полиции. Место преступления не было опечатано; по словам работавшего над делом старшего инспектора криминальной полиции Олегариу ди Соза, около 20 человек входили в апартаменты перед тем, как доступ к ним закрыли. Игрушка Мэдлин изначально не была проверена на наличие ДНК. В течение многих часов описание Мэдлин не было передано ни пограничной, ни морской полиции, а офицеры не опросили всех соседей Макканнов. Также они не запросили фотографии транспорта, покидающего Прайя-да-Луш, а также с дороги между Лагушем и городом Вила-Реал-ди-Санту-Антониу на испанской границе.

### Гонсалу Амарал
Португальское расследование попало под пристальное наблюдение также из-за расследовавшего это дело с мая по октябрь 2007 года главы региональной криминальной полиции Гонсалу Амарала. Месяцем ранее Амарал и четыре других офицера были обвинены в правонарушениях, связанных с исчезновением Жуаны Сиприану, восьмилетней девочки, пропавшей в 2004 году из Фигэйры, деревни в 11 км от Прайя-да-Луш. Полиция предполагала, что она была убита, хотя её тело так никогда и не было найдено. Мать девочки и её дядя были обвинены в убийстве после признания; позже мать отказалась от своих слов, сказав, что призналась в убийстве после побоев полиции. Амарал не присутствовал на избиении, которое якобы имело место, но был обвинен в укрывательстве.
В октябре 2007 года Амарал был отстранён от дела Мэдлин и уволен со своего поста. В своей книге, изданной в июле 2008, он выразил мнение, что Мэдлин мертва, а её родители к этому причастны. В мае 2009 года Амарал был обвинен в фальсификации документов в деле Сиприану и был приговорен к 18 месяцам условно. Макканны подали на него в суд за клевету из-за обвинений, которые он выразил в своей книге, и на момент ноября 2013 года судебный процесс продолжается.

### Первый подозреваемый
14 мая 2007 года португальская полиция вела поиски недалеко от виллы, принадлежащий матери Роберта Мурата, британско-португальского консультанта по недвижимости. Мурат привлёк внимание Лори Кэмпбелл, журналистки «Sunday Mirror». Она сказала полиции, что тот выразил интерес к расследованию. Он предложил перевести свидетельские показания для полиции, объяснив, что он хочет помочь Макканам, так как его лишили родительских прав на его трёхлетнюю дочь. Три человека из компании Макканнов сказали, что они видели Мурата на территории курорта вечером, когда пропала Мэдлин, хотя он и его мать утверждали, что были в это время дома.
Мурат получил статус arguido (подозреваемый) 15 мая. Статус «arguido» наделяет человека дополнительными правами, например, право хранить молчание. Его машина, компьютеры, мобильный телефон и видеозаписи были изъяты. Вилла была повторно осмотрена в августе. Полиция опросила людей, создававших для Мурата веб-сайт, а также его друзей. Ничто не связало его с исчезновением, и с него были сняты подозрения в июле 2008 года вместе с закрытием дела. Так же как и Макканны, Мурат стал объектом чрезмерного внимания СМИ. Он и двое его знакомых подали в суд на 11 изданий за клевету в отношении 100 статей, изданных Associated Newspapers, Express Newspapers, Mirror Group Newspapers, News Group Newspapers. Согласно The Observer, это самое большое количество случаев клеветы в Великобритании в отношении одной персоны и по одному и тому же поводу. Мурат получил 600 тысяч фунтов стерлингов в июле 2008 года и ещё 100 тыс. долларов; все три издательства принесли публичные извинения. British Sky Broadcasting Group, владеющая Sky News, выплатила ему компенсацию в ноябре 2008, а также разместила извинения на своём веб-сайте на срок 12 месяцев.

### Макканны в качестве подозреваемых

#### Британские служебно-розыскные собаки
Мэтт Бэгготт, начальник полиции Лестершира, в 2012 году рассказал, что полиции Лестершира 8 мая 2007 года было предложено руководить британскими действиями в ответ на пропажу Мэдлин от имени британского правительства и Ассоциации офицеров полиции Великобритании, при условии, что это будет преимущественно португальское расследование, и британская полиция будет соблюдать законы Португалии и их закон о судебной тайне. Это было решение, которое связало руки британской полиции, когда полиция Португалии начала делать заявления против Макканнов.
Эксперты из Центра защиты детей от эксплуатации в Интернете (Child Exploitation and Online Protection Centre) прибыли в Португалию 9 мая, чтобы помочь составить психологический профиль возможного похитителя. В июле британская полиция присоединилась к поискам, привезя с собой оборудование и двух служебно-розыскных собак породы английский спрингер-спаниель, Килу и Эдди. Кила была натренирована на отслеживание следов человеческой крови, даже если испачканное место было очищено или следам уже десятки лет, а Эдди — на отслеживание запаха человеческих трупов. Согласно The Observer, собак привели по запросу Макканнов.

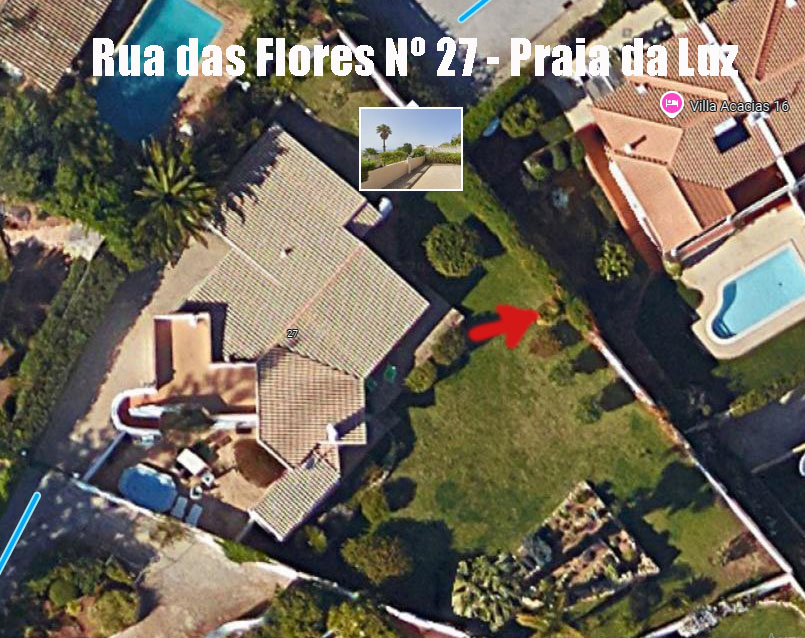

В конце июля собак взяли в несколько квартир и мест, связанных с расследованием. Обе собаки подавали голос в нескольких местах в апартаментах, из которых исчезла Мэдлин, включая область за диваном. 2 августа португальская полиция прибыла в виллу, которую недавно сняли Макканны, и забрали мягкую игрушку Мэдлин и некоторые предметы одежды, а также дневники Кейт, которые она начала вести после исчезновения и Библию. 6 августа полиция конфисковала автомашину Renault Scénic, которую пара арендовала спустя 24 дня после исчезновения. Эдди начала лаять возле машины и на содержимое багажника, а одна или сразу обе собаки подавали голос на игрушку, одежду Кейт и Библию. Джон Барретт, кинолог Скотланд-Ярда в отставке, рассказал журналистам, что собаки способны распознать запах трупа только спустя 28 дней после смерти, и реакции собак нельзя считать достоверными.

#### Анализ ДНК
Материалы для анализов, отправленные в Службу судебной экспертизы (Forensic Science Service) в Бирмингеме, были собраны в квартире и машине. Служба использовала собственную технологию генетической дактилоскопии, разработанную в 1999 году, известную как LCN. LCN используется в случаях, когда лишь несколько клеток доступны для анализа; эта технология считается противоречивой, так как она более чувствительна, чем другие. Из-за этого она уязвима для загрязнения и неправильных толкований. Результаты были готовы 3 сентября 2007 года. Они показали, что образец из багажника машины содержит компоненты ДНК Мэдлин. Однако Джон Лоу из Службы также подчеркнул, что результат чересчур сложен, чтобы сделать однозначный вывод. Несмотря на это, 7 сентября португальская полиция объявила Джерри и Кейт подозреваемыми.
Журналисты в Португалии писали, что ДНК «совпало на 100 процентов». Одна из британских газет поместила следующий заголовок на первую страницу: «Сенсация из британской лаборатории: ДНК из машины на 100 % принадлежит Мэдди», в то время как другая писала, что «клок волос Мэдди» был найден в машине. 5 сентября криминальная полиция предположила, что если Мэдлин погибла в результате несчастного случая в апартаментах, и Кейт спрятала её тело, она может получить лишь двухлетнее заключение; Джерри не будет осужден и сможет свободно покинуть страну.

#### Возвращение Макканнов в Великобританию
Несмотря на статус подозреваемых, Макканнам разрешили покинуть Португалию; они вернулись в Англию 9 сентября 2007 года. 11 сентября дело, состоящее из 10 томов доказательств и свидетельств, было передано местному прокурору Жозе Кунья ди Магальяйнш и Менезеш, который, в свою очередь, передал дела назначенному судье, Педру Мигелу дус Аньюшу Фрьяшу. 12 сентября он санкционировал изъятие дневника Кейт и лаптопа Джерри, которые находились в доме Макканнов в Англии.
Чтобы опровергнуть слухи, что Кейт или близнецы принимали медикаменты в то время, когда пропала Мэдлин, их волосы отправили на экспертизу в ноябре 2007 года; никаких следов препаратов найдено не было.

### Закрытие расследования
Семеро друзей Макканнов были опрошены лестерширской полицией в апреле 2008 года в Англии в присутствии криминальной полиции Португалии. Португальская полиция планировала провести реконструкцию исчезновения Мэдлин в ближайшие месяцы, но она так и не состоялась, так как друзья отказались участвовать. Реконструкцию не собирались показывать по телевидению, что вызвало у них сомнение в необходимости её проведения. Также в апреле 2008 года, в день, когда Макканны находились в Брюсселе, записи показаний Кейт просочились на испанское телевидение. В них была информация о том, чем Мэдлин занималась в день своего исчезновения, и ответ Кейт на вопрос, почему она не пришла к Мэдлин раньше, когда она начала плакать. Клэренс Митчелл, представитель Макканнов, назвал утечку клеветой; полиция Португалии отрицала сам её факт.
Алипью Рибейро, директор криминальной полиции Португалии, ушел в отставку в мае 2008 года, сославшись на сильное давление со стороны СМИ; также он публично заявил, что полиция поспешно решила дать Макканнам статус подозреваемых. 21 июля дело было закрыто. В том же месяце переведенные на португальский отрывки из дневника Кейт, который она передала полиции в августе 2007 года, были опубликованы без её разрешения в одной из португальских газет. 14 сентября плохо переведённые обратно на английский отрывки были опубликованы уже в британской газете, снова без разрешения Кейт. 4 августа 2008 года полиция передала СМИ на CD-ROM все материалы, которые у них имелись по этому делу.

### Книга Гонсалу Амарала
Как только Макканнов перестали подозревать, Гонсалу Амарал опубликовал книгу «Maddie, a Verdade da Mentira» («Мэдди, правда лжи»). В ней он написал, что Мэдлин умерла в апартаментах и что её родители причастны к её похищению. Португальский судья в сентябре 2009 года запретил Амаралу повторять свои обвинения; публикация и продажи книги были остановлены. Макканны получили 1,2 миллиона евро компенсации за моральный ущерб. В декабре 2009 года Амарала привлекли к ответственности за публикацию второй книги, «A Mordaça Inglesa» («Английский кляп»). В октябре 2010 года апелляционный суд Лиссабона отменил судебный запрет на книги, так как было решено, что это нарушает его право на свободу выражения. Макканы и Амарал не смогли достичь соглашения вне суда, на октябрь 2013 года разбирательство продолжается.

## Фонд Мэдлин
Медиа-аналитик Никола Рэлинг считает, что Британия стала одержима случаем Мэдди, точно так же, как это было с принцессой Дианой в 1997 году. Макканны с самого начала решили удержать внимание прессы на Мэдлин, опасаясь, что про неё скоро забудут. По мнению Оуэна Джонса, результатом стало нечто, напоминающее массовую истерию. Макканны убедились, что постеры с изображением их дочери развешаны по всему миру, их даже принимал Папа Римский. Некоторые изображения Мэдлин стали самыми воспроизводимыми за последнее десятилетие. Она появлялась на обложках нескольких британских таблоидов каждый день в течение полугода и журнала People 28 мая 2007 года.
К июню 2008 года результат на поисковой запрос «Madeleine» на YouTube содержал 3700 видео. В 2009 году Опра Уинфри спросила разрешение на публикацию «повзрослевшей» фотографии Мэдлин, Саймон Армитидж написал стихотворение, посвященное тысячному дню спустя её исчезновения.
16 мая 2007 года Джерри и Кейт создали общество с ограниченной ответственностью «Madeleine’s Fund: Leaving No Stone Unturned», чтобы финансировать поиски дочери. Фонд подвергся критике за две выплаты по кредиту Макканнов, когда они были неспособны работать. Когда Макканны стали подозреваемыми, директор Фонда решил, что пожертвования не будут использоваться для уплаты судебных издержек и кредита. Всего Фондом было собрано более 2,6 миллионов фунтов стерлингов, вместе с пожертвованиями Джоан Роулинг и Ричарда Брэнсона, а также 1,5 миллионов вознаграждения от «News of the World».

### Частное расследование
Поиски Мэдлин координировал Райан Кеннеди, владелец компании Everest Windows, который также финансово помогал Макканнам в 2007 году. Помимо этого, он помогал с зарплатой Клэренс Митчелл, директору Central Office of Information, которая стала представителем Макканнов. Фонд работал по крайней мере с пятью фирмами частных расследований. Британская Control Risks Group была нанята в конце мая 2007 года, испанское агентство Método 3 работало в течение полугода за 50 тысяч фунтов стерлингов в месяц. В Método 3 этим делом занимались 35 детективов в Европе и Марокко. Согласно Марку Холлингсворту из London Evening Standard, сначала расследование не пошло без проблем; детективы были малоопытны, агрессивно вели себя со свидетелями, отношения Método 3 с португальской полицией были натянутыми, а участие Кеннеди не было полезно.
Расследование включало в себя поиски в водохранилище[где?] недалеко от Прайя-да-Луш в феврале 2008 года, которые финансировал португальский адвокат; попытку частных детективов допросить британского педофила Рэймонда Хьюлетта, отрицавшего свою причастность к этому делу и умершего от рака в Германии в декабре 2009 года, а также проверку огромного количества показаний людей, утверждающих, что видели Мэдлин.

### Oakley International
В марте 2008 года Фонд Мэдлин нанял детективное агентство Oakley International на полгода за более чем 500 тысяч фунтов, а также был подписан контракт с Red Defence International, лондонским частным охранным предприятием. Обеими фирмами владел Кевин Хэллиген. В ноябре 2009 года он был арестован за ложные обвинения. Именно Oakley создали фоторобот мужчины, которого видели Смиты в день похищения. Изображения были опубликованы лишь спустя пять лет, из-за чего Макканны подверглись значительной критике, что, по-видимому, привело к разрыву контракта с Oakley International.

## Внимание СМИ
Кампания Макканнов по поиску Мэдлин привлекла большое внимание к их личной жизни, которое становилось все более назойливым и неуважительным. Никола Рэлинг писала, что в этом деле было всё, что так любят медиа: белые люди среднего класса, чья жизнь превратилась в кошмар во время путешествия по «злой» загранице. В то время как News of the World предлагали 1,5 миллиона фунтов в награду за Мэдлин, другой таблоид, The Sun, предлагал всего 20 тысяч фунтов за информацию о Шэннон Мэтьюз, которая пропала в 2008 году из Западного Йоркшира и чья мать имела семерых детей от пяти разных мужчин. Через несколько недель после исчезновения принадлежность Макканнов к среднему классу обернулась против них, и они превратились из героев в злодеев. Они подверглись жёсткой критике за то, что оставили детей одних в апартаментах, хотя на курорте доступны услуги няни и вечернего детского сада. Семнадцать тысяч человек подписали онлайн-петицию в июне 2007 года за проведение расследования о причастности Макканнов к похищению; они обосновали своё требование тем, что пару, принадлежащую к рабочему классу, обвинили бы в оставлении ребёнка без присмотра, однако группе врачей это сошло с рук.
Макканны позже давали показания расследованию Левесона (Leveson Inquiry) о нарушении своих прав прессой, в частности, что редактор Daily Express стал одержим Макканнами. Лорд-судья Левесон заявил, что газета писала «полный вздор» о паре. Британские таблоиды постоянно цитировали португальские газеты, которые, в свою очередь, ссылались на неназванные источники.
Кейт Макканн обвиняли в том, что она слишком привлекательно выглядит, слишком стройна, хорошо одета и слишком спокойна для матери, которая недавно потеряла ребёнка Некоторые таблоиды критиковали её за то, что она не плачет на публике, несмотря на её очевидную удрученность; португальский таблоид Correio da Manhã сетовал, что она «не проронила ни слезинки», и назвал её «циничной и странной», в то же время изображая её истеричной и несдержанной. Кейт также рассказывала, что фотографы прятались возле её дома и барабанили по её машине, чтобы она получилась испуганной на фотографии. Её ситуация напоминает смерть Азарии Чемберлен, девочки, которую убили динго. Мать Азарии, Линда, провела три года в тюрьме за убийство, которое она не совершала, после того, как общественность осудила её за слишком безэмоциональное поведение. Когда Макканнов обвинили, Линда утверждала, что ситуация Кейт — отражение её собственной, даже были похожие придуманные истории о том, что матери выделяли имеющие отношение к пропаже отрывки в своих Библиях. Кейт пополнила длинный список матерей, которых необоснованно обвиняли после пропажи или смерти их детей — включающий Чемберлен, Салли Кларк, Трупти Пэтел, Анджелу Кэннингс и Донну Энтони.

## Новое расследование (2011 — настоящее время)
В 2010 году Хоум-офис начал переговоры с Ассоциацией офицеров полиции Великобритании (англ. Association of Chief Police Officers) об открытии нового расследования. Скотланд-Ярд начал расследование под названием «Операция „Гранж“» по запросу Терезы Мэй. Команда состоит из 28 детективов и семи гражданских под началом Саймона Фоя. Главный следователь — старший инспектор Энди Редвуд, отчитывающийся перед суперинтендантом Хэмишем Кэмпбеллом. Команда отвергла теории о причастности Макканнов и сосредоточились на версии похищения Мэдлин незнакомцем. Редвуд считает, что Мэдлин всё ещё может быть жива.
В июле 2013 года Дженни Хопкинс и Элисон Сондерз, работники Королевской Прокурорской службы (Crown Prosecution Service), отправились в Португалию, чтобы проверить новые зацепки в деле. Команда Операции «Гранж» рассказали, что они хотели проверить 12 работников, которые были на курорте в момент исчезновения, включая шестерых британских уборщиков на белом фургоне, предлагавших свои услуги британским постояльцам. Также они проверили нескольких обвинённых педофилов, включая двух шотландцев, отбывающих наказание за убийство с 2010 года. Один из них, согласно The Times, напоминает мужчину на одном из фотороботов. Когда пропала Мэдлин, мужчины жили в Гран-Канарии, одном из Канарских островов, где они владели бизнесом по мойке окон.
Скотланд-Ярд также проверил на причастность Ханса Урса фон Эша, умершего швейцарца, причастного к убийству пятилетней Илении Ленард.
В октябре 2013 года в программе Crimewatch показали реконструкцию похищения. Эпизод транслировался в Великобритании, Германии и Нидерландах. Через несколько дней после этого генеральный прокурор Португалии Жуана Маркеш Видал возобновила португальское расследование. Согласно португальскому таблоиду Correio da Manhã, это решение было принято после того, как LBS показала, что один из бывших работников курорта, кабовердианец по происхождению, находился на его территории без какой-либо причины. У него были проблемы с наркотиками, и в 2006 году его уволили за кражу. В 2009 году, в возрасте 40 лет, он погиб в аварии с участием трактора. Было подозрение, что он вломился в номер ради кражи. Его семья отрицает его причастность к исчезновению Мэдлин. В ноябре 2013 года британская и португальская полиция начала совместное расследование.
28 июля 2015 года полиция Австралии заявила, что обнаружила в районе города Уайнарка (Южная Австралия, к востоку от Аделаиды) чемодан, в котором находились останки ребёнка, и высказала предположение, что они принадлежат Мэдлин Макканн. Однако в октябре 2015 года ребёнка опознали как 2-летнюю Хэндэлэйс Киару Пирс, убитую в 2008 году бойфрендом своей матери.
В июне 2016 года газета The Daily Telegraph заявила, что похищение и убийство Макканн организовал телеведущий Клемент Фрейд (1924—2009), внук Зигмунда Фрейда. По заявлению газеты, Фрейд неоднократно обвинялся в педофилии и сам общался с родителями девочки незадолго до её похищения. Семья Фрейда, однако, заявила, что на момент исчезновения Мэдлин тот был в Великобритании.
В июне 2020 года стало известно, что в похищении девочки британская полиция подозревает 43-летнего немца Кристиана Брюкнера, отбывающего тюремное наказание в Германии за сексуальное насилие в отношении другого ребёнка. Как установило следствие, в 2007 году мужчина путешествовал по Португалии в трейлере и сделал остановку на курорте Прая-да-Луш, где тогда находилась семья Макканнов. Фургон немца был замечен свидетелями в районе курорта, откуда пропала девочка. Интерес полиции вызвал факт того, что на следующий день после исчезновения ребёнка Кристиан Брюкнер без видимых причин спешно переоформил свой трейлер на чужое имя. Следствие пытается закрепить доказательную базу. В апреле 2022 году прокуратура Португалии заявила, что Брюкнер официально признан подозреваемым.
Пресса утверждает, что Кристиан Брюкнер сказал своему бывшему другу «пять шокирующих слов», из-за которых он стал главным подозреваемым по делу. Друг Брюкнера сообщил о нём в полицию из-за слов «Да, она не кричала» («Yes, she did not scream») во время разговора о пропавшей без вести Мэдди.
В мае 2023 года немецкая полиция вновь инициировала поиски девочки, что связывают с расследованием относительно Брюкнера. В мае 2023 года португальские полицейские исследовали грунт плотины Араде, которая вблизи от курорта Прайя-да-Луш, где в 2007 году отдыхала семья Макканн. 45-летний Брюкнер отбывает семилетний тюремный срок в Германии за изнасилование, совершенное в Португалии в 2005 году. Свою вину в исчезновении Мэдлин Макканн он не признает, официальные обвинения в этом преступлении ему предъявлены не были.

## Книги
Об исчезновении Мэдлин опубликовано множество книг  на разных языках. Некоторые из этих книг полностью посвящены исчезновению Мэдлин, другие лишь косвенно упоминают её случай.
Среди наиболее известных книг можно выделить:
- «Maddie, a Verdade da Mentira» (2008), автор Гонсалу Амарал
- «Madeleine: Our daughter's disappearance and the continuing search for her» (2011), автор Кейт Макканн. Книга представляет собой интерпретацию событий со стороны семьи Макканн и делает акцент на личных размышлениях о произошедшем. Некоторые читатели   отметили, что методы воспитания, которые Кейт Макканн использует в отношении своих младших детей, близнецов Шона и Амели, могут служить отражением её общего подхода к заботе о детях. В частности, Макканн упоминает о своём сожалении по поводу того, что повышенное внимание общественности не позволяет ей «строго разговаривать с близнецами на людях, да и вообще повышать голос». А так же о ситуации в бассейне, когда её маленький сын, сильно испугавшись, «цеплялся за неё и истошно орал», и своих переживаниях о том, что она не может оставить ребёнка и уйти, чтобы он «видя тщетность своих стараний вскоре угомонился», потому что «за представлением наблюдают другие родители»
- «Looking for Madeleine» (2019), авторы Энтони Саммерс и Робби Суон